# جامع المهمندار
جامع المهمندار أو جامع القاضي أو جامع القاضي المهمندار هو جامع تاريخي يقع في حلب.
قام بإنشاء هذا الجامع «حسن بن بلبان» الذي كان يعرف بابن المهمندار. ومهمندار هي كلمة فارسية تتكون من كلمتين : مهمن ومعناها الضيف ودار بمعنى مسؤول.
تهدم المسجد في زلزال 1822م، وبقيت المئذنة التي أعيد بناؤها سنة 1946م.